# Papurana jimiensis
Papurana jimiensis es una especie de anfibio anuro de la familia Ranidae.

## Distribución geográfica
Esta especie es endémica de las montañas de Nueva Guinea. Se encuentra en Indonesia y Papua Nueva Guinea entre los 700 y 1700 m sobre el nivel del mar en las cuencas Sepik, Ramu y Jimi.

## Descripción
El holotipo de Papurana jimiensis, de una hembra embarazada, mide 100 mm. Su dorso es de color marrón oscuro uniforme. Su lado ventral es crema muy manchado marrón oscuro.

## Etimología
El nombre de la especie está compuesto de jimi y del sufijo latino -ensis que significa "que vive, que habita", y le fue dado en referencia al lugar de su descubrimiento, el valle del río Jimi.

## Publicación original
- Tyler, 1963 : An account of collections of frogs from Central New Guinea. Records of the Australian Museum, vol. 26, n.º 3, p. 113-130[6]